# Federico Casimiro Kettler
Federico Casimiro Kettler (en alemán: Friederich Casimir Kettler; en letón: Frīdrihs Kazimirs Ketlers; Mitau, 6 de julio de 1650-ibidem, 22 de enero de 1698) fue el duque de Curlandia y Semigalia entre 1682 y 1698. Federico Casimiro fue el hijo de Jacobo Kettler y Luisa Carlota de Brandeburgo. Durante su gobierno, el ducado perdió su posición geopolítica y se volvió sujeto de los intereses territoriales de Suecia, Prusia y Rusia.

## Biografía
Federico Casimiro Kettler nació en el Palacio de Jelgava en 1650. Fue el hijo de Jacobo Kettler y de la princesa Luisa Carlota de Brandeburgo. Cuando era solo un niño fue tomado preso por el ejército sueco junto con su familia entre 1658 y 1660 durante la segunda guerra del Norte. Años después estudió derecho en Alemania y visitó varias cortes reales. En este tiempo también fue parte del ejército neerlandés en 1673. El 5 de octubre de 1675 se casó en La Haya con la princesa Sofía Amalia de Nassau-Siegen y regresó al ducado.
Federico Casimiro se convirtió en duque luego de la muerte de su padre en 1682, y se hizo cargo de los asuntos de estado muy entusiastamente. En un principio trató de restaurar las posesiones perdidas del ducado, pero sus esfuerzos se vieron detenidos por las potencias europeas, en particular Suecia.
Su esposa, Sofía Amalia, murió en 1688, pero volvió a casarse tres años después con Isabel Sofía de Brandeburgo.
Durante el reinado de Federico Casimiro, el comercio y la industria del ducado comenzaron a decaer. En 1693, la colonia de Tobago fue vendida a Inglaterra. En la primavera de 1697, Federico Casimiro recibió una gran delegación rusa, incluyendo el nuevo zar Pedro I, en el cual el Palacio de Jelgava y su corte dejaron una buena impresión. El ducado y Rusia entraron en negociaciones para cooperar mutuamente en contra del Imperio sueco, pero el duque falleció en el invierno siguiente de 1698, a sus 47 años. Su hijo menor, Federico Guillermo, se convirtió en el próximo duque.

## Descendencia
Con su primera esposa, Sofía Amalia de Nassau-Siegen, tuvo 5 hijos:
- Federico Guillermo  (3 de abril de 1682 - 11 de febrero de 1683), Príncipe Heredero de Curlandia.
- María Dorotea (2 de agosto de 1684-17 de enero de 1743), casada con el margrave Alberto Federico de Brandeburgo-Schwedt.
- Leonor Carlota (11 de junio de 1686-28 de julio de 1748), casada con el duque Ernesto Fernando de Brunswick-Luneburgo.
- Amalia Luisa (27 de julio de 1687-18 de enero de 1750), casada con Federico Guillermo Adolfo, príncipe de Nassau-Siegen.
- Cristina Sofía (15 de noviembre de 1688-22 de abril de 1694).

Con su segunda esposa, Isabel Sofía de Brandeburgo, tuvo dos hijos:
- Federico Guillermo (1692-1711), Duque de Curlandia y Semigalia, esposo de Ana I de Rusia.
- Leopoldo Carlos (1693-1697).

| Predecesor: Jacobo | Duque de Curlandia y Semigalia 1 de enero de 1682-22 de enero de 1698 | Sucesor: Federico Guillermo |

- Datos: Q177095
- Multimedia: Frederick Casimir Kettler / Q177095